# Hildrun Claus
Hildrun Claus (Dresde, Alemania, 13 de mayo de 1939) es una atleta alemana retirada especializada en la prueba de salto de longitud en la que llegó a ser medallista de bronce olímpica en 1960 y plusmarquista mundial durante casi un año, desde el 7 de agosto de 1960 al 16 de julio de 1961.

## Carrera deportiva
En los JJ. OO. de Melbourne 1960 ganó la medalla de bronce en el salto de longitud, con una marca de 6.21 metros, tras la soviética Vera Krepkina (oro con 6.37 metros que fue récord olímpico) y la polaca Elżbieta Krzesińska (plata con 6.27 metros).